# 中京競馬場前站
中京競馬場前站（日语：／ Chūkyō-keibajō-mae eki */?）是位於愛知縣名古屋市綠區大將根二丁目，名古屋鐵道（名鐵）的名古屋本線車站。車站編號為NH24

## 概要
此站為名古屋市內，名鐵最南的車站。此外，此站東南邊已經是豐明市的邊界。而中京競馬場大部分位置都處於豐明市內。
此站距離最近中京競馬場，在毎週六日在舉行中京賽馬日，或在場外接受投注，會許多賽馬人士使用此站。此站為準急停車站（平日早上設有2班急行特別停車），而在舉行賽馬日和場外接受投注時（在場外投注時間會早於開跑時間），在日間所有急行和部分快速特急（大約上午9時至中午12時時段）臨時停車。此外，在四大馬場以外的GI賽事、高松宮紀念和冠軍盃舉行當日，於黃昏4至5時時段包括快速特急、特急在內所有列車（部分特別車）會臨時停車。在2011年3月起，於平日日間沒有準急列車班次時，便只有普通列車停車。此外，在星期六場外投注日中，於下午會臨時停車急行。
在2200系、1700系、1200系（翻新車）的車內自動廣播、3500系的車內資訊顯示牌中，會顯示臨時停車。
由於此站名稱較多漢字（6個），在3500系到著車站前的車內資訊顯示牌會卷動文字顯示車站名稱，而不是一般以靜止顯示。

## 歷史
在此站啟用前，在1931年6月至1935年之間，在此站西邊約200米處曾設有桶狹間站。
- 1953年（昭和28年）7月15日 - 車站啟用。
- 1970年（昭和45年）12月25日 - 升級為準急停車站[3]。
- 1979年（昭和54年）6月17日 - 綜合車站大樓完成[4]。
- 1987年（昭和62年）5月 - 設置自動閘機[5]。
- 1990年（平成2年）10月29日 - 準急廢止[6]。
- 2001年（平成13年）
  - 3月22日 - 改裝工程完成，舉行車站大樓竣工儀式[7]。
  - 10月1日 - 實施時間表修正，為急行列車（豐川線直通系統）的特別停車站[8]。
  - 10月 - 選定為中部車站百選[9]。
- 2004年（平成16年）9月15日 - 車站可以使用交通儲值卡「Trans Pass（日语：トランパス (交通プリペイドカード)）」[10]。
- 2005年（平成17年）1月29日 - 實施時間表修正，準急復活，成為準急停車站[11]。
- 2011年（平成23年）2月11日 - 車站可以使用「manaca」IC卡[12]。
- 2012年（平成24年）2月29日 - 交通儲值卡「Trans Pass」的服務終止，此站也不可使用其儲值卡[13]。

## 車站構造
車站為於路堤上的高架車站，設有2面2線的相對式月台。由於地形關係，在有松站方向的月台是在地面上，車站附近設有平交道。設有轉轍器和絶對信號機，被定義為停留所（為了臨時停車的列車錯誤通過，進入車站前設有標誌提醒）。
設有一個閘閘口，出入口方面，往馬場方向為北出口，在車站改建後，設有國道1號一方設有新的南出口。
由於為了賽馬日及場外投注的人流，此站比一般車站設有較多自動售票機，以設有臨時售票機（通常會封閉，並不可使用manaca）。此外，在名鐵車站中，此站月台比較寬闊，特別是下行月台。在上下行月台設有空調候車室。
此站設有無障礙設施，各月台設有升降機和電梯，在閘外設有供傷殘人士使用的廁所（基本上是鎖住的，如需使用需聯絡車站職員）。在2018年開始了月台提高高度工程。
此站為整日車站職員配置站，經常設有有人欄臺購買μ-Ticket，但是販賣時間只限於當設此站設有快速特急和特急臨時停車時發售。
| 月台 | 路線       | 上下行 | 方向                 |
| ---- | ---------- | ------ | -------------------- |
| 1    | 名古屋本線 | 下行   | 金山、名鐵名古屋方向 |
| 2    | 名古屋本線 | 上行   | 東岡崎、豐橋方向     |

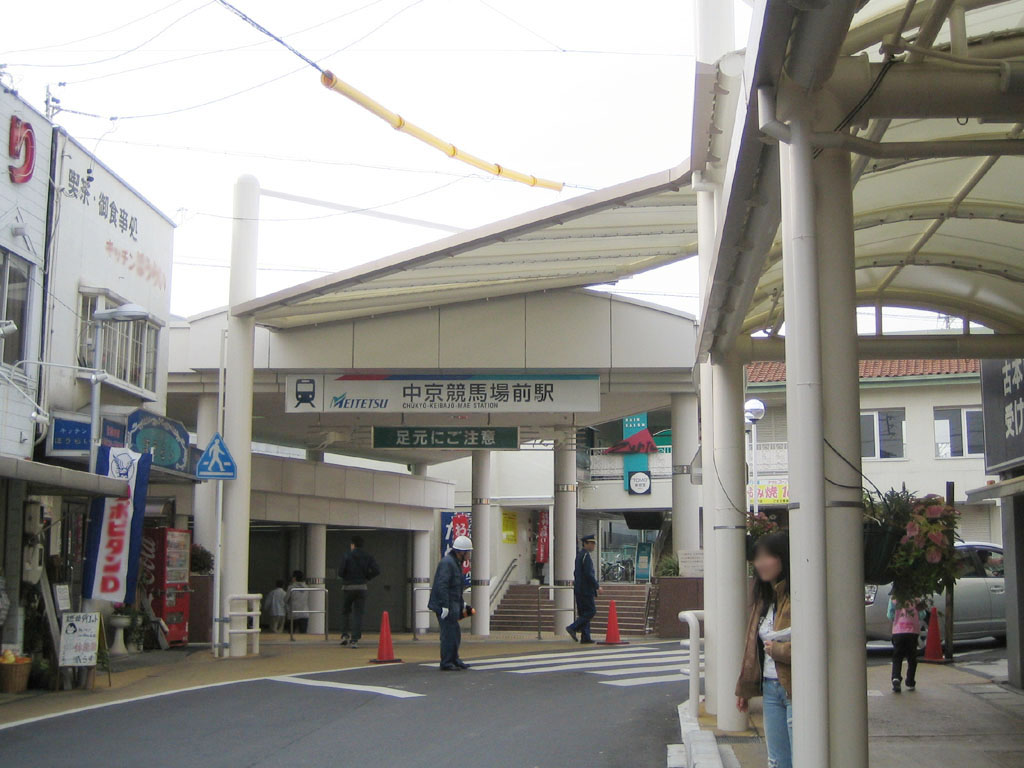
北出口
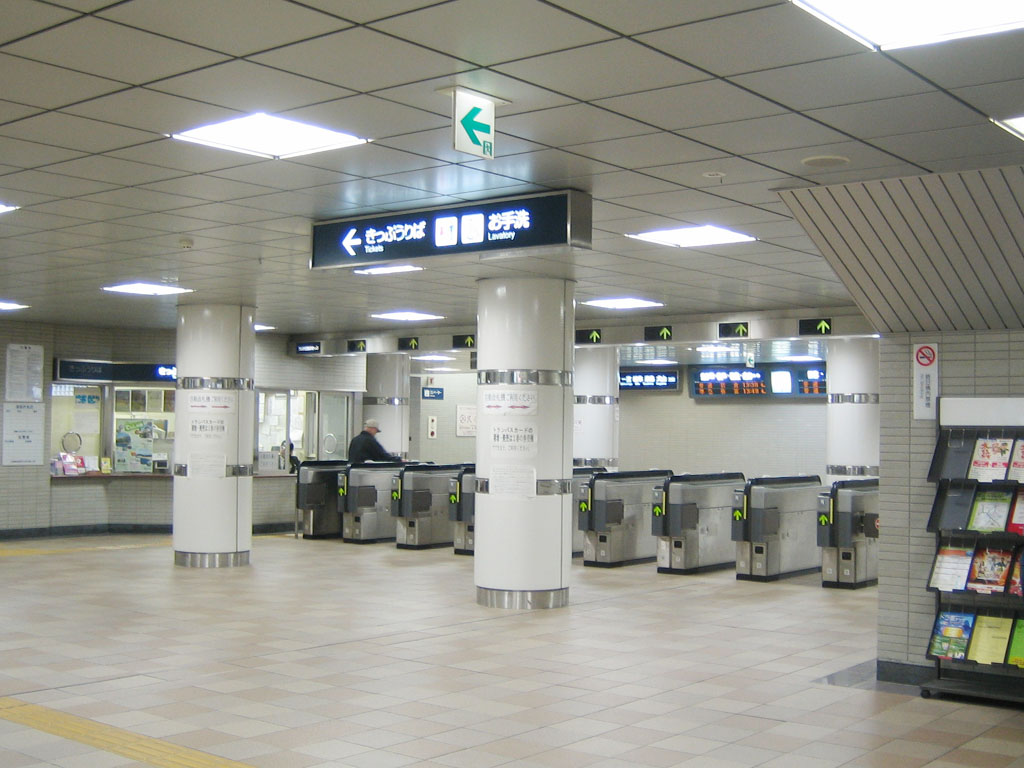
閘口
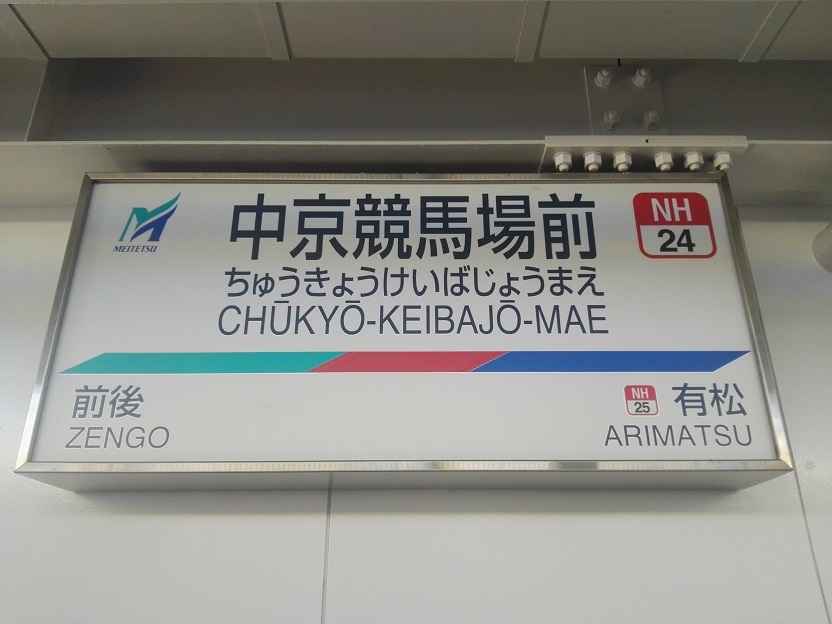
站名牌

### 配線圖
| ← 東岡崎、 豐橋方向 | 中京競馬場前站 站內配線略圖 | → 神宮前、 名古屋方向 |
| 图例 参考文献：     |                             |                       |

## 使用狀況

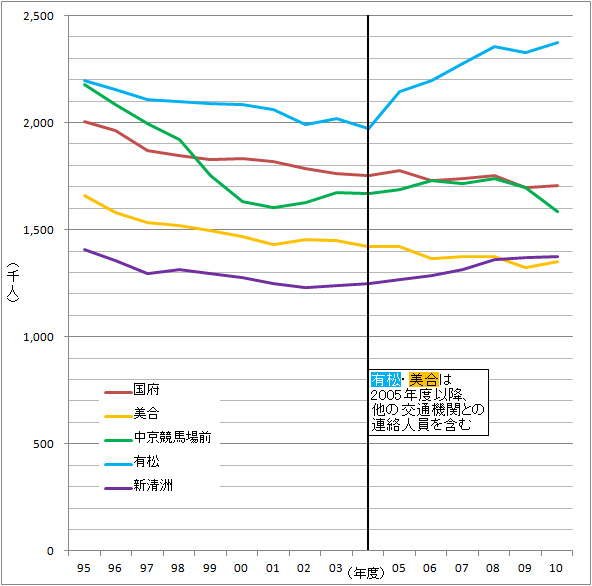
中京競馬場前站（綠色線）的每年乘車人次變化（愛知縣統計年鑑的數據）

- 在中提及在2013年度，當時1日平均上下車人次為9,775人，為名鐵所有車站（275站）排名第40，名古屋本線（60站）中排名第16[17]。
- 在中提及在1992年度，當時1日平均上下車人次為12,194人，為除岐阜市內線均一車費區間內各站（岐阜市內線、田神線、美濃町線徹明町站至琴塚站之間）外名鐵所有車站（342站）中排名第32，名古屋本線（61站）排名第15[18]。
- 在中提及在1981年度，當時1日平均上下車人次為11,470人，為名鐵所有車站中排名第34[19]。
- 根據豐明市統計資料，以下為近年1日平均乘車、上下車人次的列表[20]

| 年度               | 1日平均 上車人次 | 1日平均 下車人次 | 1日平均 上下車人次 |
| ------------------ | ---------------- | ---------------- | ------------------ |
| 2003年（平成15年） | 4,618            | 4,641            | 9,259              |
| 2004年（平成16年） | 4,615            | 4,653            | 9,268              |
| 2005年（平成17年） | 4,660            | 4,690            | 9,350              |
| 2006年（平成18年） | 4,778            | 4,802            | 9,580              |
| 2007年（平成19年） | 4,729            | 4,745            | 9,474              |
| 2008年（平成20年） | 4,799            | 4,824            | 9,623              |
| 2009年（平成21年） | 4,688            | 4,710            | 9,398              |
| 2010年（平成22年） | 4,384            | 4,405            | 8,789              |
| 2011年（平成23年） | 4,509            | 4,441            | 8,950              |
| 2012年（平成24年） | 4,614            | 4,567            | 9,181              |
| 2013年（平成25年） | 4,910            | 4,865            | 9,775              |
| 2014年（平成26年） | 4,782            | 4,756            | 9,538              |
| 2015年（平成27年） | 4,752            | 4,718            | 9,470              |
| 2016年（平成28年） | 4,814            | 4,774            | 9,588              |
| 2017年（平成29年） | 4,941            | 4,901            | 9,842              |

## 車站周邊
此站距離桶狹間之戰中，傳說中的戰場桶狭間。
在舉行中京賽馬日時，會受名鐵巴士委托運行臨時免費穿梭巴士，但在2012年起廢止。車站前設有迴旋路，以及巴士站。另外名古屋市營巴士的太子巴士站是位於車站西邊步行8分鐘的距離。此外，此站距離豐明市太陽花巴士巴士站較遠。
北出口
此站與中京競馬場之間設有有蓋行人通道，距離西入場口10分鐘步行距離。
- 中京競馬場

此馬場設有「全景車廣場」的廣場，展示了名鐵7000系電動列車。
- 名古屋境松郵局

南出口
設有收費停泊單車場與站前廣場。
- 桶狹間之戰戰場
- 櫻花學園大學（日语：桜花学園大学）、名古屋短期大學、附屬幼稚園
- 愛知朝鮮中高級學校（日语：愛知朝鮮中高級学校）
- 醫療法人靜心會桶狹間醫院藤田精神保健中心（舊學校法人藤田學園本部）
- 高德院（豐明愛昇殿）
- HOSHIZAKI（日语：ホシザキ）本社
- 愛知信用金庫（日语：愛知信用金庫）桶狹間分店
- 國道1號

## 相鄰車站
名古屋鐵道
 名古屋本線（在平日及不是賽馬日的星期六或假日）
□快速特急、■特急、■急行
通過（但是平日早上為急行特別停車站）
■準急、■普通
前後（NH23）－中京競馬場前（NH24）－有松（NH25）
 名古屋本線（星期六或假日的賽馬日和場外投注時間（除GI賽事））
■特急
通過
□快速特急（早上9時至中午12時，在場外投注時間的星期六可能不會停站）
知立（NH19）－中京競馬場前（NH24）－神宮前（NH33）
■急行（早上8時至下午6時，在場外投注時間的星期六下午2時後可能不會停站）
前後（NH23）－中京競馬場前（NH24）－鳴海（NH27）
■準急、■普通
前後（NH23）－中京競馬場前（NH24）－有松（NH25）
 名古屋本線（舉行GI賽事時））
□快速特急（早上9時至中午12時和下午3時至下午5時）、■特急（下午3時至下午5時）
知立（NH19）－中京競馬場前（NH24）－神宮前（NH33）
■急行（早上8時至下午6時）
前後（NH23）－中京競馬場前（NH24）－鳴海（NH27）
■準急、■普通
前後（NH23）－中京競馬場前（NH24）－有松（NH25）

## 外部連結
- 中京競馬場前 - 名古屋鐵道